# Björn Jeffery
Björn Robin Jeffery, nascido em 1981, é um empresário sueco, membro do conselho e analista de tecnologia da Svenska Dagbladet.  Ele é cofundador da empresa de jogos infantis da Toca Boca,  do site de moda Manolo.se  e do blog de música Discobelle.net , entre outras coisas . Ele faz parte do conselho de administração das empresas listadas Acast , Athanase Innovation  e anteriormente também da empresa de jogos Rovio . Ele mora em Malmo  e mora em São Francisco há 8 anos. 